# NGC 6412
NGC 6412 = Arp 38 ist eine Spiralgalaxie vom Hubble-Typ SA(s)c im Sternbild Drache, welche etwa 67 Millionen Lichtjahre von der Milchstraße entfernt ist.
Halton Arp gliederte seinen Katalog ungewöhnlicher Galaxien nach rein morphologischen Kriterien in Gruppen. Diese Galaxie gehört zu der Klasse Spiralgalaxien mit einem Begleiter niedriger Flächenhelligkeit auf einem Arm (Arp-Katalog).
NGC 6412 wurde am 12. Dezember 1797 von dem deutsch-britischen Astronomen Friedrich Wilhelm Herschel entdeckt.

## NGC 6412-Gruppe (LGG 410)
| Galaxie   | Alternativname | Entfernung / Mio. Lj |
| --------- | -------------- | -------------------- |
| PGC 59888 | UGC 10792      | 64                   |
| IC 4660   | PGC 60124      | 64                   |
| NGC 6412  | PGC 60393      | 67                   |